# Paruroctonus variabilis
Espèce
Paruroctonus variabilis est une espèce de scorpions de la famille des Vaejovidae.

## Distribution
Cette espèce est endémique de Californie aux États-Unis. Elle se rencontre dans les comtés de Fresno, de San Benito, de Stanislaus et de Monterey.

## Description
Le mâle holotype mesure 56,0 mm et la femelle paratype 55,5 mm.

## Publication originale
- Hjelle, 1982 : « Paruroctonus variabilis, a new species of scorpion from California (Scorpionida: Vaejovidae). » Wasmann Journal of Biology, vol. 40, no 1/2, p. 98-101 (texte intégral).